# Христо Косовски
Христо Жечев Косовски (1893 – 1925) е български политик от БЗНС и деец на кооперативното движение в България.
След Деветоюнския преврат през 1923 е сред ръководителите на Юнското въстание в Плевен. Участва в групата на Петко Д. Петков, а след смъртта му в групата на центъра в БЗНС. От края на 1924 е член Постоянното присъствие на БЗНС и на военния комитет на Единния фронт между БЗНС и БКП.
Убит в Дирекция на полицията по време на априлските събития от 1925 година. Задочно е осъден на смърт на 11 май 1925 година от съдебния състав по делото за атентата в църквата „Света Неделя“.